# Водоле
Водоле (словен. Vodole) — поселення в общині Марибор, Подравський регіон‎, Словенія.